# Iperrettangolo
In geometria, un iperrettangolo è una forma geometrica immersa in quattro o più dimensioni che generalizza il concetto di rettangolo. Formalmente, è definito come un prodotto cartesiano di intervalli.
Nel caso particolare in cui gli intervalli siano tutti congruenti, l'iperrettangolo si dice ipercubo.